# Ацетамід (мінерал)
Ацетамід (англ. acetamide) — мінерал класу органічних сполук, група ацетатів. За своїм хімічним складом відповідає ацетаміду — аміду оцтової кислоти, який і дав назву мінералу.

## Назва
У 1974 році Міжнародна мінералогічна асоціація затвердила назву ацетамід для мінеральної форми сполуки.

## Загальний опис
Формула — CH3CONH2. Склад (%): H — 8,53; C — 40,67; N — 23,71; O — 27,09. Гексагонально-призматичні кристали до 5 мм, зернисті агрегати, дрібні сталактити. Сингонія тригональна. Твердість 1-1,5. Густина 1,17. Легко розчиняється у воді. Випаровується на сонячному світлі. Колір сірий, безбарвний. Риса біла. Блиск скляний, жирний. Прозорий. Злам раковистий. Утворюється при горінні відходів вугільних відвалів за температури 50-150°С і більше. Утворення ацетаміду заповнюють невеликі зони, збагачені аміаком. Осн. знахідка: вугільні шахти м.Шептицький (Львівська обл., Україна), м.Шемокін (Shamokin), Пенсільванія, США. Назва за хімічним складом.